# Agrotis diplosticta
Agrotis diplosticta là một loài bướm đêm trong họ Noctuidae.